# Молодіжна збірна Намібії з футболу
Молодіжна збірна Намібії з футболу — національна молодіжна футбольна збірна Намібії, що складається із гравців віком до 20 років. Вважається основним джерелом кадрів для підсилення складу основної збірної Намібії. Керівництво командою здійснює Футбольна асоціація Намібії.
Команда має право участі у Молодіжному чемпіонаті Африки, у випадку успішного виступу на якому може кваліфікуватися на молодіжний чемпіонат світу до 20 років. Також може брати участь у товариських і регіональних змаганнях.